# Andrew Cuomo

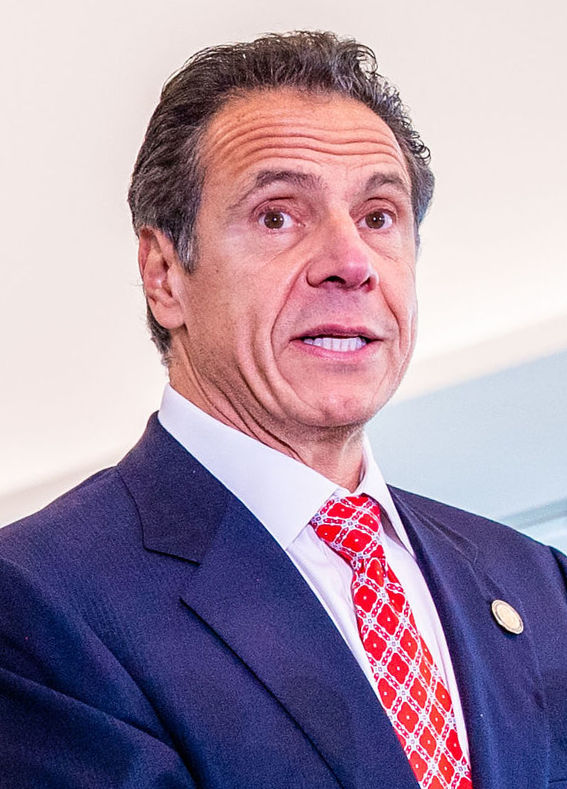
Andrew Cuomo (2019)

Andrew Mark Cuomo (* 6. Dezember 1957 in Queens, New York) ist ein US-amerikanischer Politiker der Demokratischen Partei. Er war vom 1. Januar 2011 bis zu seinem Rücktritt am 23. August 2021 Gouverneur des Bundesstaats New York. Zuvor hatte er seit dem 1. Januar 2007 das Amt des Attorney General in diesem Bundesstaat ausgeübt. Unter Präsident Bill Clinton hatte er von 1997 bis 2001 das Amt des US-Bauministers (Secretary of Housing and Urban Development) inne.

## Herkunft, Studium und politischer Aufstieg

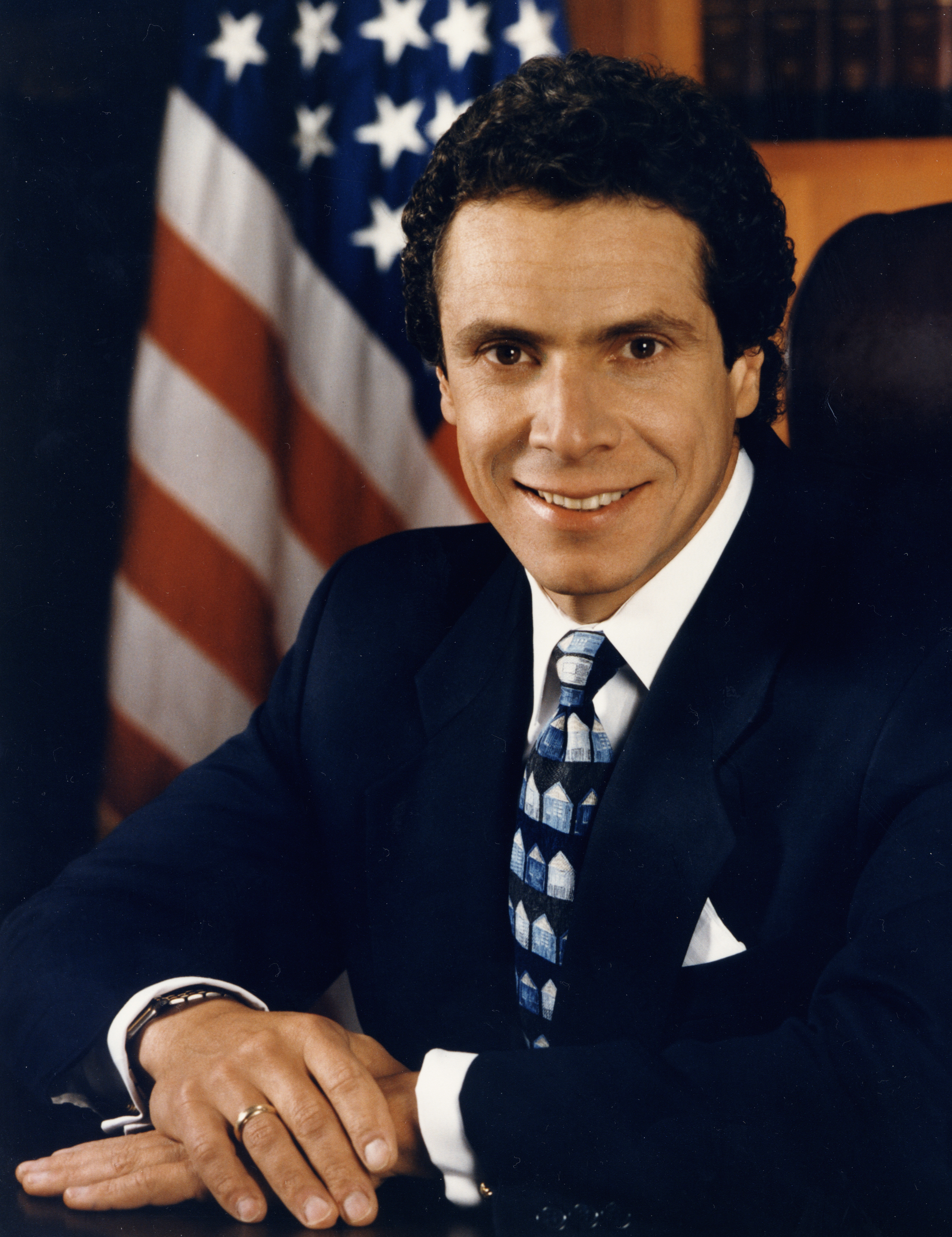
Andrew Cuomo, 1998

Cuomos Großeltern waren italienische Einwanderer. Sein Vater Mario Cuomo (1932–2015) war von 1983 bis 1994 Gouverneur von New York. Sein Bruder Chris ist Journalist und bekannt als Moderator bei CNN, zuvor aus der ABC-Sendung Good Morning America.
Cuomo erlangte 1982 an der Albany Law School einen Abschluss in Rechtswissenschaften (Juris Doctor); zuvor hatte er seinen ersten Studienabschluss an der Fordham University gemacht. Später war er stellvertretender Bezirksstaatsanwalt in Manhattan und arbeitete in einer New Yorker Kanzlei. New Yorks Bürgermeister David Dinkins berief ihn 1991 zum Leiter einer Kommission, die sich mit den Belangen Obdachloser beschäftigte.
1997 holte ihn Bill Clinton in sein Kabinett, nachdem Henry Cisneros, Bauminister in der ersten Amtszeit Clintons, aufgrund einer laufenden FBI-Untersuchung gegen ihn als nicht mehr tragbar erschien; Cuomo hatte zuvor bereits für das Bauministerium gearbeitet. Mit Ende von Clintons zweiter Amtsperiode am 20. Januar 2001 schied auch Cuomo aus der Bundesregierung aus.
Im Vorfeld der Gouverneurswahlen in New York im Jahr 2002 galt Cuomo als aussichtsreicher Anwärter, doch die Partei stand mehrheitlich hinter Carl McCall, dem Leiter des staatlichen Rechnungshofes (New York State Comptroller). Letztlich schied er aus dem Rennen aus, blieb aber trotzdem als Kandidat der ihn unterstützenden Liberal Party of New York auf dem Wahlzettel. Bei der Wahl, die McCall deutlich gegen den republikanischen Amtsinhaber George Pataki verlor, entfielen auf Cuomo nur 16.000 der abgegebenen 2,2 Millionen Stimmen.
Im November 2006 wurde Cuomo als Kandidat der Demokratischen Partei zum Attorney General seines Bundesstaats gewählt. Dieses Amt trat er im Januar 2007 an. Im Januar 2009 war er einer der Kandidaten für die Nachfolge der zur US-Außenministerin ernannten Hillary Clinton im US-Senat. Gouverneur David Paterson entschied sich aber gegen Cuomo und für die Kongressabgeordnete Kirsten Gillibrand. Während seiner Amtszeit als Attorney General konzentrierte er sich vor allem auf die Bekämpfung von Korruption.

## Gouverneur von New York

### Wahl 2010 und erste Amtszeit

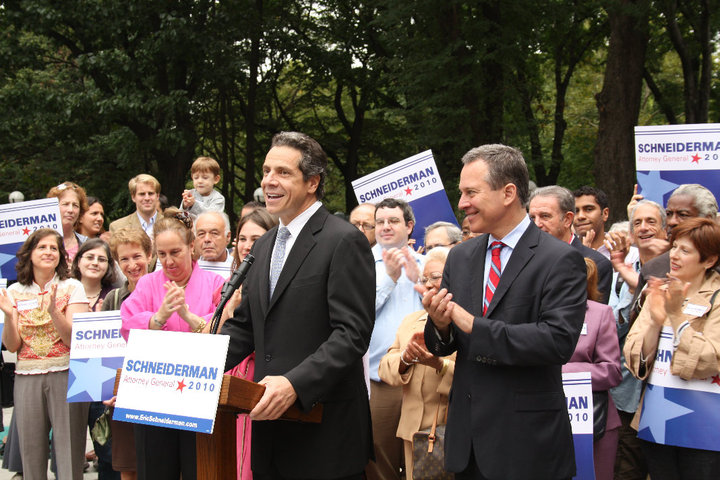
Cuomo (Mitte links) bei einer Wahlkampfveranstaltung im September 2010

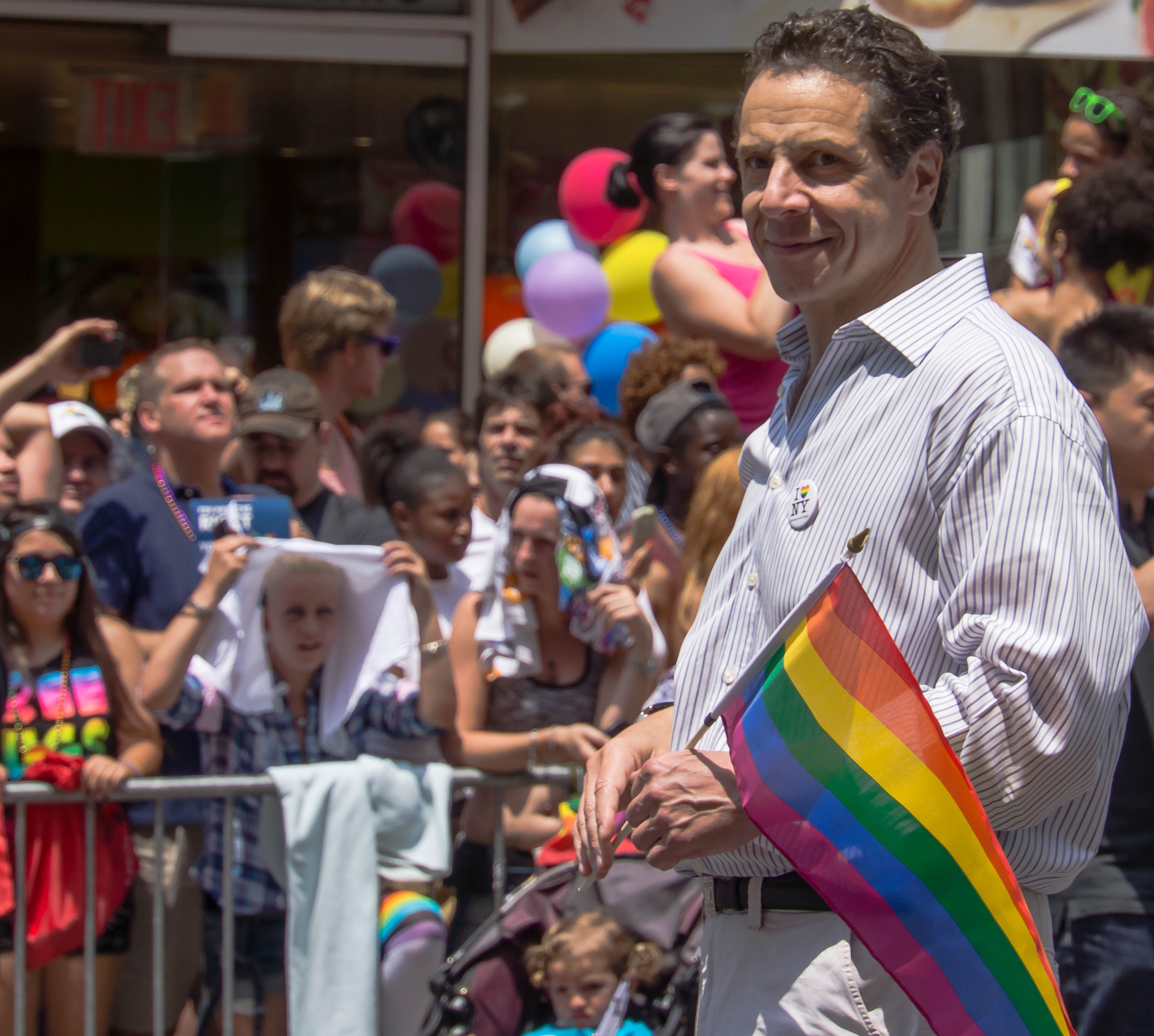
Gouverneur Cuomo bei der Pride Parade 2013

Cuomo kündigte im Mai 2010 seine Kandidatur als Gouverneur von New York an. Bereits zuvor wurde er aufgrund seiner Popularität im Staat New York als aussichtsreicher Kandidat gehandelt. Der amtierende demokratische Gouverneur David Paterson, der erst im März 2008 nach dem Rücktritt von Eliot Spitzer zum Gouverneur aufgerückt war, verzichtete aufgrund schlechter Umfragewerte im Februar 2010 auf eine Kandidatur. Paterson hatte zuvor eine Kandidatur geplant, wurde aber unter anderem von US-Präsident Barack Obama darum gebeten, zugunsten Cuomos zu verzichten. Bei der Primary der Demokraten im September 2010 konnte Cuomo sich dann klar durchsetzen und wurde zum Kandidaten der Partei nominiert. Am 2. November 2010 wurde er zum 56. Gouverneur New Yorks gewählt. Mit 62,6 Prozent der Stimmen setzte er sich deutlich gegen den republikanischen Kandidaten Carl Paladino, einen von der Tea-Party-Bewegung unterstützten Geschäftsmann, durch. Zu seinem Vizegouverneur wurde Robert Duffy, der Bürgermeister von Rochester, gewählt. Zu Jahresbeginn 2011 trat Cuomo das Gouverneursamt an.
Cuomo, der in gesellschaftspolitischen Fragen liberale Positionen vertritt, gilt als Befürworter einer Legalisierung und Anerkennung von gleichgeschlechtlichen Ehen. Am 24. Juni 2011 verabschiedete die Legislative von New York ein Gesetz zur Anerkennung im Bundesstaat New York. Gouverneur Andrew Cuomo unterzeichnete den Marriage Equality Act am selben Tag.
Nach dem Amoklauf an der Sandy Hook Elementary School im Bundesstaat Connecticut am 14. Dezember 2012 sprach sich Cuomo für die Verschärfung des Waffenrechts im Bundesstaat New York aus. Einen entsprechenden Gesetzesentwurf, den NY Safe Act, billigten im Januar 2013 beide Kammern der State Legislature von New York. Am 16. Januar 2013 unterzeichnete Cuomo das Gesetz im Rahmen einer öffentlichen Zeremonie. Nach dem neuen Recht sind Sturmgewehre in Privatbesitz ebenso verboten wie Magazine mit mehr als sieben Schuss. Darüber hinaus wurden mit dem neuen Gesetz strengere Auflagen für die Aufbewahrung von Waffen eingeführt; gestohlene Waffen müssen binnen 24 Stunden gemeldet werden. New York gilt seither als US-Bundesstaat mit einem der strengsten Waffenkontrollgesetze.
Im Juli 2014 unterzeichnete Cuomo ein Gesetz zur Legalisierung medizinischen Marihuanas im Staat New York.

### Wiederwahl 2014
Bei der Gouverneurswahl 2014 kandidierte er erfolgreich für eine zweite Amtszeit. Bei der Primary am 9. September konnte er sich gegen die parteiinterne Konkurrentin Zephyr Teachout, eine Universitätsprofessorin, durchsetzen. Teachout vertrat im Vergleich zu Cuomo eher linkere Positionen innerhalb der Demokraten. In Umfragen lag Cuomo deutlich vor dem Bezirksrat Rob Astorino, der von den Republikanern nominiert wurde. Am Wahltag siegte Cuomo mit 54 Prozent klar über Astorino, für den sich 40 Prozent der Wähler aussprachen. Allerdings musste er einen Dämpfer hinnehmen; Cuomo verlor mehr als acht Prozentpunkte gegenüber seinem Ergebnis von 2010. Seine zweite Amtszeit begann am 1. Januar 2015. Neue Vizegouverneurin wurde die ehemalige Kongressabgeordnete Kathy Hochul, die bei der Wahl von 2014 an Cuomos Seite kandidiert hatte. Cuomos bisheriger Stellvertreter Robert Duffy gab im Mai 2014 aus persönlichen Gründen seinen Rückzug bekannt, woraufhin sich der Gouverneur für Hochul als neue Mitkandidatin entschied.

### Zweite Amtszeit

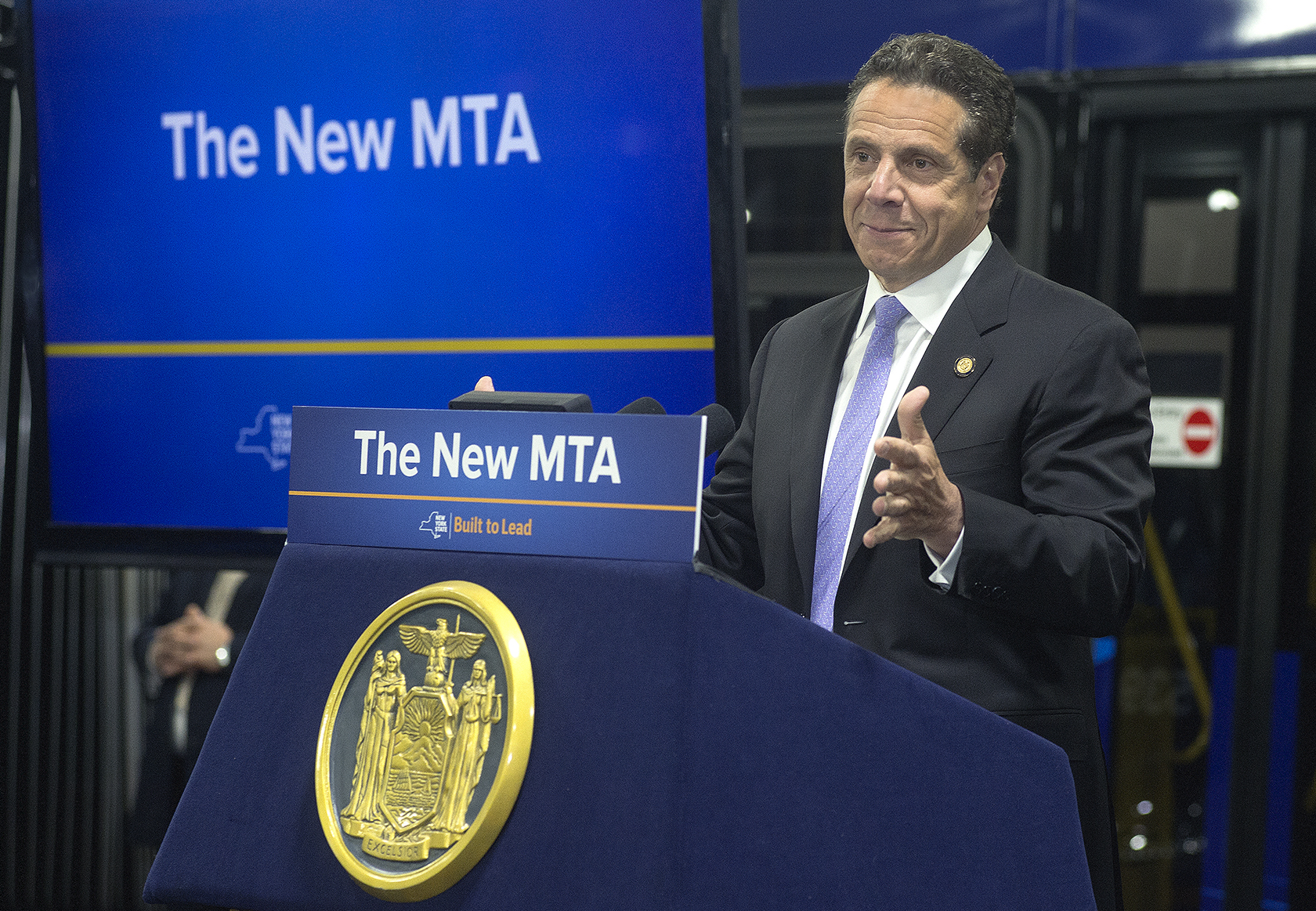
Gouverneur Cuomo, 2016

Am 13. April 2017 unterzeichnete Gouverneur Cuomo ein Gesetz zur teilweisen Abschaffung von Gebühren an staatlichen Colleges im Bundesstaat New York. Diesen Plan hatte er bereits im Januar des Jahres angekündigt und erhielt Unterstützung von dem Senator aus Vermont Bernie Sanders. Dieser hatte eine entsprechende Forderung bereits während seines Präsidentschaftswahlkampfes 2016 erhoben und damit insbesondere unter jungen Menschen große Zustimmung erhalten. Unter anderem sieht das Gesetz eine Gebührenbefreiung für Kinder aus Familien mit einem Jahreseinkommen unter 125.000 US-Dollar vor.
Im Juni 2017 übte der Gouverneur scharfe Kritik an dem von US-Präsident Donald Trump angekündigten Ausstieg der USA aus dem Übereinkommen von Paris zum weltweiten Klimaschutz. Gleichzeitig kündigte er eine Fortsetzung und Intensivierung der Bemühungen seines Staates zur Bekämpfung des Klimawandels an. Außerdem trat New York einer Allianz für Klimaschutz bei, die andere Bundesstaaten gebildet hatten; ihr gehörten die ebenfalls demokratisch regierten Staaten Kalifornien, Washington und Virginia an; auch der Gouverneur von Massachusetts, Charlie Baker, ein gemäßigter Republikaner, engagierte sich in dieser Koalition.
Im Dezember 2017 unterzeichnete Cuomo ein Gesetz zur Einführung einer bezahlten Elternzeit im Bundesstaat New York.

### Wiederwahl 2018
Im November 2016 gab Cuomo bekannt, sich bei der nächsten New Yorker Gouverneurswahl im Herbst 2018 für eine dritte Amtszeit bewerben zu wollen. Im Gegensatz zu einigen anderen Staaten kennt die Verfassung von New York keine Amtszeitbeschränkung für Gouverneure. US-Medien brachten ihn nach der Wahlniederlage Hillary Clintons auch immer wieder als möglichen Präsidentschaftsanwärter für die Wahl 2020 ins Spiel. Cuomo erklärte jedoch wiederholt, er strebe keine Kandidatur für das Präsidentenamt an.
Bei den Vorwahlen der Demokraten war Cuomo mit der Schauspielerin Cynthia Nixon, die in der Rolle als Miranda in der US-Serie Sex and the City bekannt wurde, ernsthafte Konkurrenz erwachsen. Nixon, die ihre Bewerbung im Frühjahr 2018 öffentlich machte, warf Cuomo mangelndes Profil als Progressiver vor und vertrat in ihrem Wahlkampf linkere Positionen als Cuomo. So forderte sie eine flächendeckende gesetzliche Krankenversicherung auf bundesstaatliche Ebene und größeres Engagement des Staates New York bei der Modernisierung der in weiten Teilen maroden New York City Subway. Cuomo wies diese Kritik zurück und betonte, die Stadt New York müsse ebenfalls ihren Beitrag leisten. Eine flächendeckende Krankenversicherung begrüßte der Amtsinhaber ebenfalls, hielt dieses Ziel jedoch für schwer finanzierbar. Stattdessen solle ein solches Programm auf nationaler Ebene initiiert werden. Während einer Fernsehdebatte mit Nixon warf Cuomo seiner Kontrahentin Populismus vor und erklärte, sie lebe einer „Welt der Fiktion“. Nixon ihrerseits warf dem Gouverneur vor, nicht ausreichend gegen Korruption vorzugehen, und betonte, ein ehemaliger Mitarbeiter Cuomos sei wegen Korruption zu einer Haftstrafe verurteilt worden. Cuomo verwies auf seine unter Demokraten populären Errungenschaften und warf Nixon mangelnde politische Erfahrung vor. Er nannte Präsident Donald Trump als Negativbeispiel für mangelnde Erfahrung in Regierungsämtern und stellte sich im Gegensatz zu seiner Herausforderin als erfahrenen Politiker dar, der auch zur Präsidentschaft Trumps als Gegengewicht agieren könne. Anders als Nixon konnte Cuomo auf die Unterstützung namhafter Parteigrößen wie Ex-Vizepräsident Joe Biden und Hillary Clinton zählen. Auch die beiden US-Senatoren für New York, Chuck Schumer und Kirsten Gillibrand, unterstützten Cuomos Wiederwahl. Im Vorfeld der Primary konnte Cuomo in Umfragen stets eine klare Führung behaupten. Dennoch sah er die überraschende parteiinterne Niederlage des New Yorker Kongressabgeordneten Joe Crowley gegen die linke Aktivistin Alexandria Ocasio-Cortez im Frühjahr 2018 als Warnsignal und Indiz hoher Wahlmotivation des linken Flügels der Demokraten, der dem als pragmatisch geltenden Gouverneur immer wieder kritisch gegenüberstand. Bei der Abstimmung am 13. September 2018 setzte sich Cuomo dann mit etwas mehr als 65 % der Stimmen klar gegen Nixon durch, die knapp 35 % erhielt.
Bei der eigentlichen Gouverneurswahl am 6. November 2018 besiegte Cuomo den Republikaner Marc Molinaro mit 59,6 % der Stimmen deutlich und wurde für eine dritte Amtszeit bestätigt. In absoluten Zahlen erhielt er aufgrund der vergleichsweise hohen Wahlbeteiligung mehr als 3,6 Millionen Stimmen, eine historische Bestmarke für New Yorker Gouverneurswahlen. Sein Running Mate war erneut Vizegouverneurin Kathy Hochul, die an Cuomos Seite für eine zweite Amtsperiode wiedergewählt wurde.

### Dritte Amtszeit
Andrew Cuomo wurde am 1. Januar 2019 für seine dritte Amtszeit zum Gouverneur von New York vereidigt. Er schloss bereits Ende November 2018 nach monatelangen Spekulationen eine Präsidentschaftskandidatur 2020 aus. Anders als während seiner ersten beiden Amtszeiten kann sich Cuomo in seiner dritten Wahlperiode neben einer demokratischen Mehrheit in der New York State Assembly auch auf eine Mehrheit im Senat von New York stützen, der aufgrund vorteilhafter Wahlkreiszuschnitte lange Zeit (knapp) republikanisch dominiert war.
Die sich seit Januar 2020 in den Vereinigten Staaten ausbreitende COVID-19-Pandemie wurde zu einer großen Herausforderung in Cuomos dritter Amtszeit. Der Bundesstaat New York galt als ein Schwerpunkt dieser Krankheitswelle. In nachdrücklichen öffentlichen Ansprachen an die gesamte amerikanische Bevölkerung rief Cuomo dazu auf, die Ereignisse in New York ernst zu nehmen und forderte Hilfe für seinen Bundesstaat an. Der US-Bundesregierung warf er vor, seinen Bundesstaat nicht genügend zu unterstützen. Das Gesundheitssystem New Yorks drohe zu kollabieren und New York sei ein „Testfall“. Wenn die Pandemie hier nicht unter Kontrolle gebracht werden könne, wäre das auch anderswo in den Vereinigten Staaten nicht möglich.
Ab Januar 2021 war Cuomo der dienstälteste Gouverneur in den Vereinigten Staaten. Als solcher war er der einzige noch amtierende Gouverneur, der im Jahr 2011 sein Amt antrat.
Ende Februar bzw. Anfang März 2021 erhoben mehrere Frauen den Vorwurf sexueller Belästigung gegen Cuomo.
Am 31. März 2021 unterzeichnete Cuomo das Gesetz über die Legalisierung von Marihuana zum Freizeitgebrauch im Staat New York.
Die Generalstaatsanwältin Letitia James legte Anfang August 2021 eine Untersuchung zu den Vorwürfen der sexuellen Belästigung gegen Cuomo vor. Demzufolge belästigte und nötigte Cuomo elf Frauen sexuell und schuf eine Arbeitsatmosphäre in seinem Stab, die „toxisch“ und unterminierend für die berufliche Laufbahn von Frauen gewesen sei. US-Präsident Biden empfahl oder forderte Cuomos Rücktritt, ebenso Nancy Pelosi und mehrere Gouverneure der Demokraten. In der New Yorker Abgeordnetenversammlung läuft ein Amtsenthebungsverfahren gegen Cuomo.
Am 10. August 2021 kündigte Cuomo seinen Rücktritt an. Diese wurde mit Ablauf des 23. August wirksam. Seine bisherige Stellvertreterin Kathy Hochul übernahm als erste Frau im Gouverneursamt die Amtsgeschäfte. Hochul beendete die bis zum Jahresende 2022 laufende Amtsperiode und wurde bei der Gouverneurswahl am 8. November 2022 mit 53,2 % der Stimmen im Amt bestätigt.

## Kontroversen
Im Januar 2014 sorgte Cuomo für Aufsehen, als er den Rechtsruck der US-Republikaner scharf verurteilte und erklärte, sehr konservative Kräfte wie die Tea-Party-Bewegung hätten im Bundesstaat New York keinen Platz. Dabei nannte er einen seiner Vorgänger, den als moderat geltenden Republikaner George Pataki, der den Staat zwischen 1995 und 2007 regiert hatte, als positives Gegenbeispiel. Viele Republikaner kritisierten den Gouverneur für diese Aussagen.
Bei einer Rede im August 2018 bezeichnete Gouverneur Cuomo Donald Trumps Wahlkampf-Slogan „Make America Great Again“ („Amerika wieder groß(artig) machen“) als rückwärtsgewandt und erklärte, Amerika sei niemals so großartig gewesen („America was never that great“). Dabei spielte Cuomo insbesondere auf Probleme bei der Gleichberechtigung von Frauen und Rassismus an. Amerika wäre erst dann großartig, wenn diese gesellschaftspolitischen Probleme überwunden seien. Der Präsident, republikanische Politiker und konservative Medien kritisierten Cuomo daraufhin heftig und warfen ihm mangelnden Patriotismus vor. Im Zuge des Sturms auf das Kapitol in Washington 2021 forderte Cuomo Trumps sofortigen Rücktritt als Präsident.
Am 13. Dezember 2020 behauptete Lindsey Boylan, eine ehemalige Beraterin von Cuomo: „[Cuomo] hat mich jahrelang sexuell belästigt. Viele haben es gesehen und zugesehen.“ Ein Sprecher der Cuomo-Administration bestritt den Vorwurf. Sie ging im Februar 2021 weiter auf ihre Anschuldigungen ein und behauptete, Cuomo habe sie dazu getrieben, während eines Fluges im Oktober 2017 mit ihm Strip-Poker zu spielen, und sie 2018 in seinem Büro in Manhattan gewaltsam auf den Mund geküsst. Am 27. Februar 2021 beschuldigte ihn Charlotte Bennett, eine andere ehemalige Mitarbeiterin, ebenfalls sexueller Belästigung und sagte, er habe sie nach ihrem Sexualleben gefragt und ob sie in sexuellen Beziehungen mit älteren Männern gewesen sei. Eine daraufhin erfolgte Untersuchung durch die New Yorker Generalstaatsanwältin Letitia James kam zu dem Ergebnis, dass Cuomo während seiner Amtszeit mehrere Frauen sexuell belästigt habe. Am 28. Oktober 2021 gab der Sheriff des Albany County bekannt, dass sie einen Strafantrag gegen Cuomo wegen einer sexuellen Belästigung gestellt hat. Der Vorfall soll sich im Dezember 2020 im Amtssitz (Executive Mansion) des Gouverneurs zugetragen haben. Dabei habe Cuomo die Brüste der Mitarbeiterin Brittany Commisso ohne ihr Einverständnis in sexueller Absicht berührt.
Anfang 2021 wurde im Zusammenhang mit COVID-19 ebenfalls bekannt, dass er und seine Regierung die Todeszahlen in New Yorker Seniorenheimen bewusst als zu niedrig gegenüber der Bundesregierung unter Donald Trump angegeben hatten, um Ermittlungen gegen seine Regierung abzuwenden, da er u. a. positiv getestete Senioren mit mildem Krankheitsverlauf zurück in Altersheime verlegen ließ, anstatt diese in Krankenhäusern unter Quarantäne zu stellen.
Am 4. Januar 2022 teilte die Staatsanwaltschaft NY mit, dass sie ein Strafverfahren wegen sexueller Belästigung gegen Andrew Cuomo eingestellt hat. Nach gründlicher Prüfung habe sich gezeigt, dass die hohen Anforderungen an einen Strafprozess nicht erfüllt werden konnten.

## Persönliches
Cuomo war 13 Jahre lang mit Kerry Kennedy, einer Tochter Robert F. Kennedys, verheiratet. Der Ehe, die 2005 geschieden wurde, entstammen drei gemeinsame Töchter. Seit 2005 lebte Cuomo mit der Fernsehköchin Sandra Lee in einer Partnerschaft. Im September 2019 gab das Paar seine Trennung bekannt, betonte jedoch, es bestehe weiterhin ein freundschaftliches Verhältnis.